# Þór Saari
Þór Saari (transkribiert Thor Saari; * 9. Juni 1960 in Miami Beach) ist ein isländischer Politiker, der den Parteien Bürgerbewegung, „Die Bewegung“ und Dögun angehörte.
Þór Saari war von 1977 bis 1987 Matrose und Bootsmann bei Eimskip, machte später einen Bachelor in Marketing (University of South Carolina 1991) sowie einen Master in Volkswirtschaftslehre (New York University 1995) und war unter anderem für die Isländische Zentralbank tätig. 1997 war er Herausgeber des statistischen Jahrbuchs der Vereinten Nationen (41. Auflage). Von 2009 bis 2013 war er Abgeordneter des isländischen Parlaments Althing für den Südwestlichen Wahlkreis, zunächst als Mitglied der Bürgerbewegung. Von 2010 bis 2011 und nach einer Unterbrechung auch 2012 war er Vorsitzender der Partei Hreyfingin („Die Bewegung“), die aus der Bürgerbewegung hervorgegangen war. Nachdem sich Hreyfingin und Bürgerbewegung 2012 mit der Liberalen Partei Islands zu Dögun („Morgenröte“) zusammengeschlossen hatten, verblieb Þór Saari zunächst in Dögun, verließ diese Partei aber 2014.
Im Althing war Þór Saari unter anderem Mitglied der Ausschüsse für Wirtschaft und Steuern und für das Budget. Von 2011 bis 2013 gehörte er der isländischen Delegation im Westnordischen Rat an.
2017 wurde er in den Verwaltungsrat der Isländischen Zentralbank gewählt.